# Іршава (річка)
Іршáва (інша назва — Іршáвка) — річка в Україні, у межах Хустського району Закарпатської області. Права притока Боржави (басейн Тиси).

## Опис
Довжина річки 48 км, площа басейну 346 км². Долина переважно V-подібна, слабозвивиста, у верхів'ї подекуди має форму ущелини. Ширина її від витоку до гирла збільшується від 10 м до 2 км, пересічно становить 100—300 м. Річище слабозвивисте, у середній течії дуже розгалужене, ширина його від 5 до 30 м. До міста Іршави річка порожиста, зі значними нахилами, нижче — рівнинна. Похил річки 18 м/км. Береги на окремих ділянках укріплені. Екологічний стан річки (особливо в середній та нижній течії) незадовільний.

## Розташування
Бере початок на західних схилах гори Бужори, що у гірському масиві Великий Діл, на північний схід від села Локіть. У верхній течії річка проходить між хребтом Великий Діл та горами Борліїв Діл, у середній — між Великим Долом та хребтом Гат, біля міста Іршави виходить на Іршавську улоговину і далі на Закарпатську низовину.
Витоки річки знаходяться в межах національного природного парку Зачарований Край.

## Основні притоки

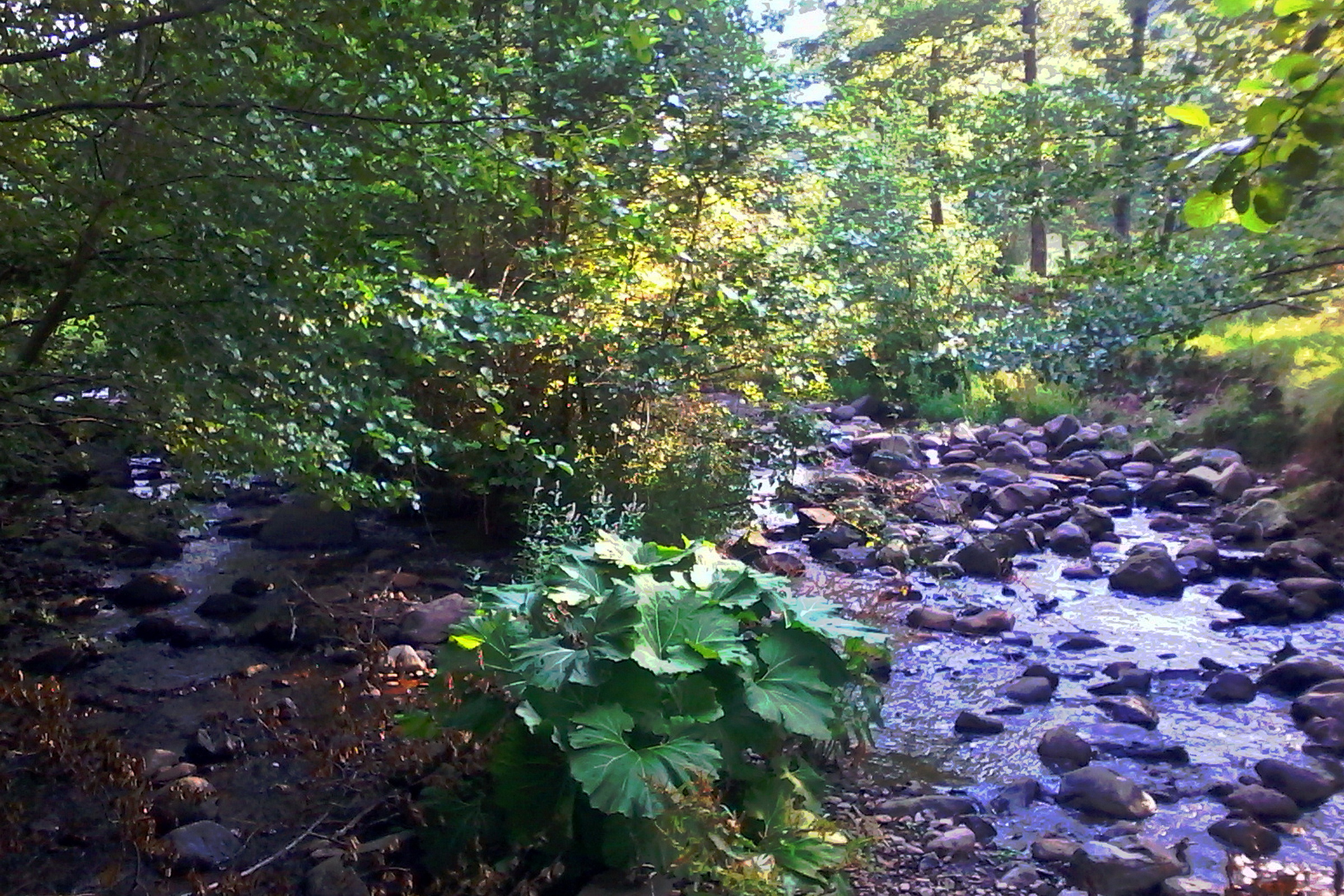
Річка Синявка

- Кривуля, Собатин (праві); Абранка, Чорна, Вульхова, Ільничка, Синявка (ліві).